# IHIエアロスペース
株式会社IHIエアロスペース（IHI AEROSPACE CO., LTD.）は、日本のロケット飛翔体の総合メーカー。株式会社IHIの子会社である。
主として固体燃料ロケット（ロケットモーター）技術を応用し、各種宇宙用ロケットの開発及び防衛用ロケットの開発と製造を行っている。

## 概要
IHIエアロスペースの固体燃料ロケット技術は、戦前中島飛行機が独自に行っていたロケットの研究に端を発し、戦後には、富士産業→富士精密工業→プリンス自動車工業→日産自動車へと受け継がれていた。
しかし、日産自動車がルノーの資本参入を受けたことにより、同社の宇宙航空部門は分離、2000年7月1日に石川島播磨重工業（現・IHI）傘下に入り、アイ･エイチ・アイ・エアロスペースに移行した。IHIへの事業譲渡の理由については、日産が経営効率化のために自動車関連以外の事業から撤退したかった一方で、日本のロケット技術が海外資本の参入したメーカーの下にあることをよしとしない、という判断も働いたのではないかと言われている。
2007年7月1日の石川島播磨重工業のIHIへの社名変更に伴い、2008年7月1日にIHIエアロスペースへ社名を変更した。現在、当社は、IHIで行われていた宇宙開発事業の多くを取り込み、IHIグループ中の宇宙開発の拠点となっている。

## 沿革
- 1924年 - 中島飛行機株式会社の原動機工場（東京・荻窪）として発足。
- 1945年 - 定款を変更し、富士産業に改称。
- 1950年 - 富士精密工業設立。
- 1954年 - 富士精密工業とプリンス自動車工業が合併し、新「富士精密工業」となる。
- 1961年 - 富士精密工業がプリンス自動車工業に社名変更。
- 1966年 - プリンス自動車工業が日産自動車と合併。
- 1998年 - 富岡事業所竣工。
- 2000年 - 日産自動車から宇宙航空部門が分離。株式会社アイ・エイチ・アイ・エアロスペースとして石川島播磨重工業の傘下入り。
- 2008年 - 株式会社IHIエアロスペースに社名変更。
- 2024年4月1日 - 本社を東京都江東区から群馬県富岡市に移転し、旧本社は東京事業所となった。

## 事業所
公式ウェブサイトによる。
- 本社：群馬県富岡市藤木900番地

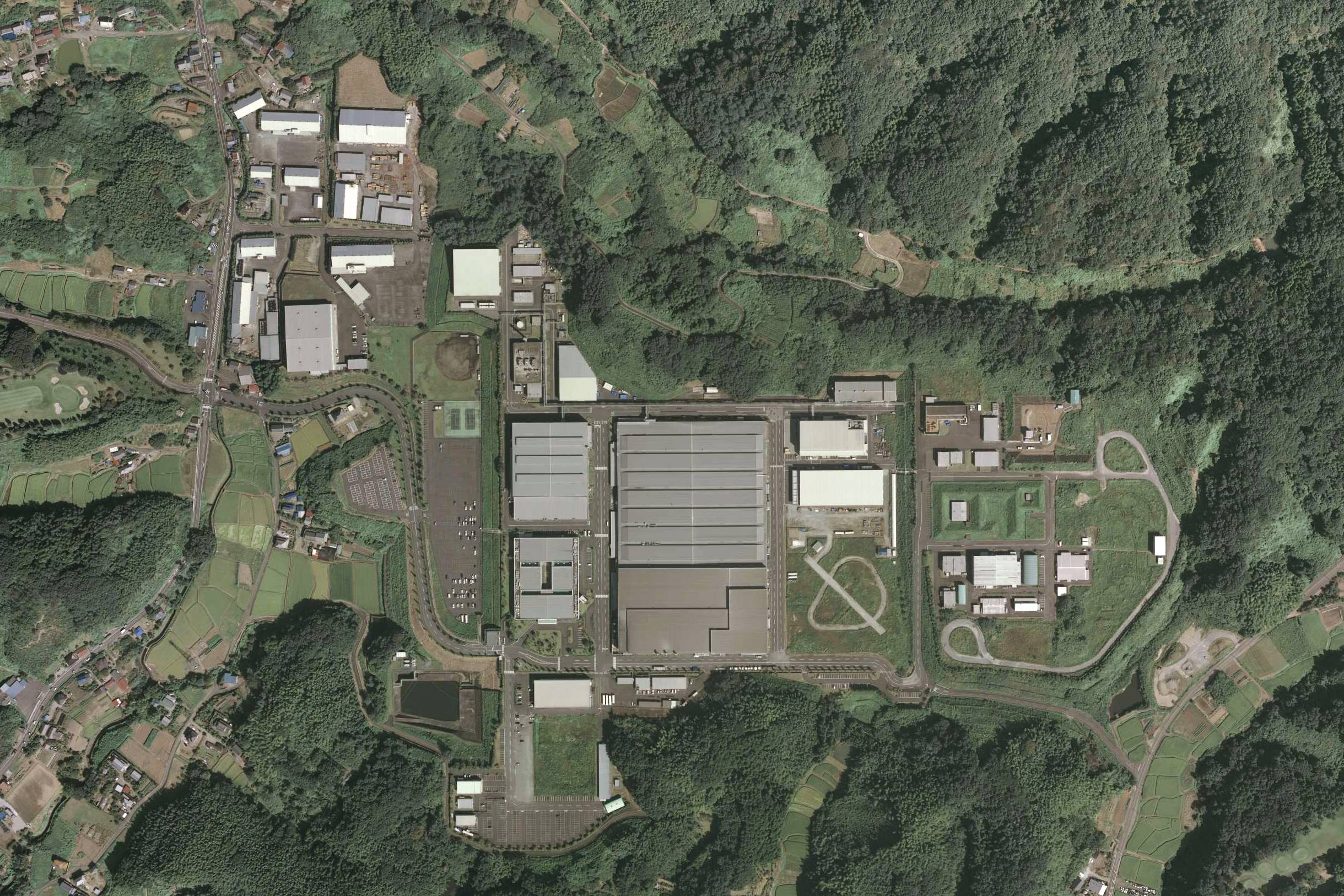
本社（旧富岡事業所）（国土地理院撮影、面積約49万m2）

- 東京事業所：東京都江東区豊洲三丁目1番1号 豊洲IHIビル
- 武豊事務所：愛知県知多郡武豊町字北小松谷1番地
- 相生試験場：兵庫県相生市相生5292番地
- 種子島事務所：鹿児島県熊毛郡南種子町大字茎永字麻津 宇宙航空研究開発機構（JAXA）種子島宇宙センター 大崎第1事務所1F

過去
- 川越事業所：埼玉県川越市 - 燃焼実験を行っていたが2007年（平成19年）富岡事業所へ統合。

## 主な製品
宇宙用ロケット製品
- イプシロン（M-Vの3段・キックステージとH-IIA用SRB-Aで構成されたロケット）
- カイロス（民間企業スペースワンの衛星打ち上げ用ロケット）
- M-V（全段固体燃料の大型ロケット）
- J-I（M-3SIIとH-II用SRBで構成されたロケット）
- TR-I（H-IIロケット開発用）
- TR-IA（無重力実験用小形ロケット）
- SS-520（科学観測ロケット）
- S-520（科学観測ロケット）
- S-310（科学観測ロケット。南極昭和基地から発射の経験あり）
- S-210（科学観測ロケット。南極昭和基地から発射の経験あり）
- MT-135（気象観測ロケット）

国際宇宙ステーション きぼう関連製品
- 船外パレット
- 宇宙ステーション補給機曝露パレットI型/III型
- 船外実験プラットフォーム（石川島播磨重工業から譲渡）
- 国際標準実験ラック（ISPR）（石川島播磨重工業から譲渡）
- 共通ガス供給装置（CGSE）（石川島播磨重工業から譲渡）
- 実験データ処理装置（PDH）（石川島播磨重工業から譲渡）

宇宙実験機用製品
- LUNAR-Aペネトレータ（月観測用）
- USERS/REM（軌道上長期実験用 大気圏再突入回収型）
- 小惑星探査機「はやぶさ」MUSES-C再突入カプセルシステム
- i-Ball 大気圏再突入観測装置

宇宙用コンポーネント製品
- H-II/H-IIA用 SRB/SRB-A（固体燃料ロケットブースタ）
- H3用SRB-3（固体燃料ロケットブースタ）
- 人工衛星用スラスタ BT-4, BT-6等（石川島播磨重工業から譲渡）
- LNGエンジン LE-8、推力3-4トン級アブレータ型、推力10トン級再生冷却型（石川島播磨重工業から譲渡）
- 各種火工品

防衛関連製品
- 多連装ロケットシステム（MLRS ライセンス生産 主契約者）
- 70式地雷原爆破装置
- 92式地雷原処理車・ロケット弾（MBRS 主契約者）
- パンツァーファウスト3（ライセンス生産）